# 小梅醫生
《小梅醫生》（日语：／ Umechan Sensei ?），是日本NHK2012年上半年播出的晨間小說連續劇，也是第86部作品，由堀北真希主演。
本劇在NHK綜合播放之外，亦於NHK BS Premium先行播出。

## 概要
NHK在2011年6月26日開記者會發表本劇概要。
此劇定位為東日本大震災復興支援的一環，由編劇尾崎將也執筆劇本。時間及內容為1950年（昭和25年）第二次世界大戰後，已成焦土的東京都蒲田區（後大田區蒲田）作為出發點，主角下村梅子（堀北真希飾）是一位受到歡迎的地方醫師，面對著戰後種種改變，所在生活中發生的故事。
同時，公佈主角由堀北真希飾演。之後的9月13日，也發表其他演員名單。
另外，NHK BS Premium重播的時間，從原本18:45改為23:00。

## 登場人物

### 主角
- 安岡（下村）梅子（やすおか（しもむら）うめこ）：堀北真希（年幼時：內田未來） （香港配音：何凱怡）（台灣配音：陳貞伃）

1929年（昭和4年）5月5日生，下村家次女、松子的妹妹，哥哥為竹夫，優秀的手足讓梅子覺得自己只是順帶的，就像是「松竹梅」一樣，很剛好的被排在最後一個。
父親是大學醫院教授醫生，當梅子背回了在大街上吃壞肚子的戰爭孤兒時，是父親建造撿回了孤兒的命。目睹這一幕的梅子興起成為一位醫生的念頭，決定在醫學的道路上努力。下定決心念書讀醫時卻被父親反對，但在其他家人的支持下努力不懈，最終考上了城南女子醫專。
醫專時期還是走的跌跌撞撞，但梅子不放棄的態度和親友支持下，終於順利畢業。
在醫專時期對松岡有好感。醫專畢業後進入父親工作的帝都大學附屬醫院實習並通過國家考試，正式成為醫生。在醫院實習期間再次遇上松岡並成情侶。
在醫學研究有初步嶄露時決心離開大學醫院，和父親持續溝通直到父親同意梅子當城鎮醫生。之後在下村家的舊房子建立診所，成為浦田區的城鎮醫生，松岡在過程中給予許多的幫助。但最後兩人因在為醫道上的分岐，松岡決心到美國留學，由松岡提出結束這段關係。
在尋找相親對象的過程中與隔壁的青梅竹馬安岡信郎互相產生好感，接受信郎的求婚，1958年生下太郎、1960年生下新。
父親在梅子生下太郎後才說明名字中的「梅」取自歲寒三友中的梅，有嚴寒之中仍能夠開花燦爛之意，而不是隨意取的。

### 下村家
- 下村（立花）建造（しもむら けんぞう）：高橋克實（香港配音：周鑫霆）（台灣配音：官志宏）

梅子的父親，孝介、太郎、小新的外公。原姓立花，小時候成為下村家的養子，經歷學校教育與實習的磨練後成為醫生，在帝都大學醫學院附屬醫院第二內科擔任教授。雖然是優秀的醫生，但總是帶著怒容而且很少言語，令人感到畏懼。起初反對梅子成為醫生，在梅子進入醫院工作後注意到梅子的努力與進步，給予梅子讚賞。
當梅子提出要在小鎮開業時的同時，因糖尿引起中風昏倒，住院一段時間後痊癒。在住院期間，認同了梅子想小鎮醫生的想法並給予支持。住院期間因固執的性格及教授身份，護士對他有所顧忌。
看見子女們以及自己一手培訓、從美國留學回來的松岡都能夠獨當一面，決定從大學的教職退休，並接受千葉縣一間醫院的邀請前往接任院長一職。
在最後一集中參加了電視節目「自傲之聲」演唱歌曲，並展現出難得一見的笑容。
被稱為「昭和的頑固老爹」，與弟弟陽造開朗的個性形成對比。年輕時的志願是直至到死時都要當醫生。
- 下村芳子（しもむら よしこ）：南果步（香港配音：王夢華）（台灣配音：陶敏嫻）

梅子的母親，孝介、太郎、小新的外婆。總是面帶微笑，為家庭提供溫暖與支持。當長女松子的未婚夫戰死、長男竹夫被趕出家門、梅子突然說出自己想當醫師的驚人宣言時，芳子總是替子女緩頰，想辦法化解衝突。
- 加藤（下村）松子（かとう（しもむら）まつこ）：米木拉（Mimula）（香港配音：楊樂瑤）（台灣配音：石采薇）

下村家的長女，梅子的姊姊。
才色兼備，從女子學校第一名畢業後，與父親的得意門生吉岡智司締結婚約。吉岡擔任軍醫，不幸在前線罹難，帶給松子巨大的內心傷痛。戰爭結束後，松子為了排解未婚夫死亡的傷痛，前往日本橋的商社工作。雖然對上司真田伸吉的調戲避之唯恐不及，但瞭解真田自暴自棄的原因後，也逐漸愛上了真田。可惜在雙方心意未能相通的情況下，真田就調任離開了。幾年後，松子得知真田已經結婚生子，對這份感情就此放棄。
之後，吉岡智司的戰時同袍加藤正和，為了悼念吉岡，前來探視松子，並幫下村家設計建造新居。加藤暗戀松子，並向松子求婚。松子起初無意接受，但感受到加藤的誠意，一波三折後，終於在1953年結婚。
1956年11月，松子產下長男孝介。1961年，松子產下長女。
名字中的「松」取自歲寒三友中的松，有嚴寒之中仍保持青蔥之意。
- 下村竹夫（しもむら たけお）：小出惠介（香港配音：袁德基）（台灣配音：何志威）

梅子的哥哥。最初以當醫師為志向，進入醫學院。戰爭結束後，回顧自己過去的生活，開始思考人生的意義，宣告自己不想以醫生做為唯一的路，和父親建造吵架後離家出走。曾經與陽造一起從事黑市生意。對於自己不夠擁有能力保護小茜很氣餒，在靜子決定回老家時決心不再重蹈覆轍。
獨自經營進口公司《Frontier》，並把日本的產品出口到美國。因受他人欺騙，差點使公司破產，幸得社員的鼓勵及客戶的幫助而渡過難關。
在樓下的坂田醫院認識護士野島靜子，最後結成夫婦。
名字中的「竹」取自歲寒三友中的竹，有不會因為積雪壓逼而屈服倒下之意。
- 下村（野島）靜子（しもむら〈のじま〉 しずこ）：木村文乃（香港配音：杨婉潼）（台灣配音：陶敏嫻）

竹夫的妻子。坂田醫院的護士。個性冷靜。以前在大醫院工作，但因為和前男友關係處理不好而離開，之後由坂田醫生帶入坂田醫院工作。
坂田死後預定要回家鄉相親結婚，但被竹夫阻止，在竹夫的貿易公司當事務員。在竹夫的公司遭受詐欺面臨倒閉危機時決定支持竹夫，和竹夫結婚。
1961年生下長女。
- 下村正枝（しもむら まさえ）：倍賞美津子（台灣配音：馮艾玫）

梅子的祖母（建造的養母），孝介、太郎、小新的祖奶奶，細心且體貼。對於正在流行的消息相當感興趣，喜歡新穎的事物，是梅子的「好奶奶」。

### 安岡家
- 安岡幸吉（やすおか こうきち）：片岡鶴太郎（香港配音：李家傑）（台灣配音：何志威）

信郎的父親，太郎、小新的爺爺。有著開朗的個性，不過細小的事物也會引起大騷動並讓周遭的人感到困惑。
和梅子的爸爸什麼都可以爭吵，認為梅子的爸爸太過嚴肅不通情理。在機械方面擁有多年的技術與經驗，是一名出色的工匠。
梅子最初是稱他「叔叔」，但是與信郎結婚後就稱他「爸爸」。
- 安岡信郎（やすおか のぶお）：松坂桃李（年幼時：山崎光）（香港配音：張振熙）（台灣配音：蔣鐵城/陶敏嫻(幼年)）

梅子兒時的青梅竹馬。不喜歡念書，個性好強，但從小就喜歡和機械相關的東西。從小就待在梅子身邊支持梅子，在梅子考醫專時幫忙建造了念書小屋。中學時就在自家的工廠幫忙。認為父親不夠有企圖與野心，父子間常常起衝突。成功做出打火機，但是卻由父親修改完成，自此發現父親精湛的技術。
戰爭結束後，意識到製造業的發展後決定擴建工廠，向銀行進行融資與交涉，成功將安岡製造所重建起來。
在和咲江分手後，父母積極尋找相親對象的同時，意識到自己對梅子的感情進而結婚。
致力於零件的研發與對產品品質的堅持，使得安岡製造所成功跟上日本經濟發展，並開發出新幹線的零件。
- 安岡和子（やすおか かずこ）：大島蓉子（日语：大島蓉子）（台灣配音：馮艾玫）

幸吉的妻子、信郎的母親，太郎、小新的奶奶。總是用很驚訝的表情，對家人以示對抗。是下村家的好鄰居。
對於梅子的嫁入感到相當高興，在梅子背後全力支持梅子。
- 安岡太郎（やすおか たろう）

梅子與信郎的長男。1958年（昭和33年）4月誕生。
名字是來自於信郎的「郎」，「希望能像在戰爭中存活下來的梅樹般，成為堅強又有度量的孩子」的期待下而命名。
- 安岡新（やすおか あらた）

梅子與信郎的次男。1960年（昭和35年）誕生。
名字是來自於信郎所熱衷的「新幹線」。

### 加藤家
- 加藤正和（かとう まさかず）：大澤健（日语：大沢健）（香港配音：楊耀泰）

松子的丈夫，工務店的社員。
為人溫文儒雅，但對工作具有相當的熱忱。
戰爭時，加藤正和曾獲得吉岡智司醫治，並因此聽聞吉岡的未婚妻下村松子，為了敬悼吉岡之死，前往探訪下村松子，並說服下村一家，為其設計和建造新的房子。暗戀松子，即使下村加薪居落成之後，依然經常藉故拜訪。
加藤得知松子拒絕相親，於是鼓起勇氣向松子求婚。但因母親昌子病情惡化，數天後撤回求婚。松子得知真相後，到醫院探望昌子，與加藤和好如初，兩人重新交往並結婚，搬到集合住宅的一間公寓建立新家庭。
加藤在婚後顯然是個溫柔體貼的好丈夫，例如若有夫妻吵架，加藤總會先放下身段，送花給松子請求原諒等。
- 加藤昌子（かとう まさこ）：根岸季衣（日语：根岸季衣）（台灣配音：馮艾玫）

正和的母親，松子的婆婆，孝介的奶奶。
因心臟病惡化而進入梅子工作的帝都大學醫學部附屬醫院接受治療。對醫生包括最初見面的梅子非常敵視。因松子嫁入加藤家而與梅子及下村家成為親戚並和睦相處。
與松子之間一開始有婆媳衝突，她非常容易緊張的性格從此可以看得出來，但後來因為某事情使的雙方和解了。
- 加藤孝介（かとう こうすけ）

正和與松子夫婦的長男。

### 安岡製作所
- 木下：竹財輝之助（台灣配音：官志宏）

安岡製作所的員工。
- 佐藤光男：野村周平（台灣配音：何志威）

青森出身的安岡製作所的年輕員工。喜歡讀書，寄宿下村家期間，受到下村家全家人熱情的照料。梅子夫婦搬回下村家後，回到信郎家寄宿。就職2年後，受信郎引薦及要求，於每日下班後到高中夜校繼續未成的學業。

### 城南女子醫學專門學校
- 澤田彌生（さわだ やよい）：德永繪里（香港配音：黎皓宜）（台灣配音：石采薇）

梅子的同班同學C班的學生。在入學考試時她是坐在梅子的左邊的座位。由於梅子在考試時不小心把橡皮擦掉在中庭，她把橡皮擦借給梅子用。她是普通醫生家庭的獨生女（爸爸：河野洋一郎飾演、媽媽：舟木幸飾演、爺爺：外波山文明飾演、奶奶：木村翠飾演），家人都對她有很大期望，她有拿著家人替她加油打氣的手帕。
與梅子一起進入帝都大學附屬醫院工作，並與醫科生時代邂逅的山倉真一再次相遇。雖然一直對山倉冷嘲熱諷，但兩人互相發展出男女之間的好感。因為希望繼續在大學中研究而尋找能夠繼承父親診所的結婚對象。在特別篇中，一次急症事件過後發現自己對山倉的真感情，最後決定與他結成夫婦。
- 須藤雪子（すどう ゆきこ）：黑川智花（香港配音：陳雪瑩）（台灣配音：陶敏嫻）

梅子在C班的同班同學。碑文谷的大醫院的「須藤醫院」的女兒。不太了解平凡人家生活的大小姐，個性直話直說，和彌生總是在拌嘴。
- 瀨川典子（せがわ のりこ）：西原亞希（日语：西原亜希）（台灣配音：馮艾玫）

梅子在C班的同班同學。夫婿在戰爭中戰死，育有一女，醫專畢業後在醫專附屬醫院實習。在一次的復員救護活動中和一名軍人相識後結婚。
- 園田江美（そのだ えみ）：白鳥久美子（搞笑團體「蒲公英」（日语：たんぽぽ (お笑いコンビ)））（香港配音：梁瑞芬）（台灣配音：馮艾玫）

梅子在C班的同班同學。因為講話有口音而不願開口，個性樸實純真。在看到梅子在大雨中搬運軍用品後首先衝去幫助梅子，打破C班的不和諧。
畢業後在醫專附屬醫院實習，梅子結婚時已育有8個月身孕。
- 扇田：大和田伸也 （台灣配音：何志威）

城南女子醫學專門學校的德語教師。和梅子等人同為香織的被害者，因拗不過彌生等人為梅子求情，而給梅子第三次補考機會。
- 間宮香織（まみや かおり）：山口步（日语：山口あゆみ） （台灣配音：石采薇）

城南女子醫學專門學校的其中一位學姊。對於梅子他們這些學妹，喜愛惡作劇和說謊。
- 工藤啟子（くどう けいこ）：梅舟惟永

與香織一起對學妹惡作劇的學姊。
- 戶田咲子（とだ さきこ）：

與香織一起對學妹惡作劇的學姊。

### 與梅子有往來的醫師
- 山倉真一（やまくら しんいち）：滿島真之介（台灣配音：高銘孝）

帝都大學醫學院學生，對松子一見鍾情的隔天立刻向松子求婚，被松子拒絕後當場轉向梅子求婚。梅子對於這種隨便的態度感到很不開心。在梅子決定考醫專後教梅子英文。畢業後在帝都大學醫學院附設醫院第二內科工作，和同樣景仰建造的松岡成為好友。在梅子懷孕到生產期間幫梅子代班。在與彌生一起工作的時間日久生情，得知彌生為了要繼承家業，需要尋找相親對象，遂向彌生求婚，但被彌生拒絕。被拒絕的山倉對彌生還是存有感情，1962年再次向彌生求婚，之後於同年11月結婚。
- 松岡敏夫（まつおか としお）：高橋光臣（香港配音：梁皓翔）（台灣配音：蔣鐵城）

中央醫科大學學生。
曾患過肺結核因此對於肺方面的疾病頗有鑽研，比起週遭的學生年紀還要大一些。對於任何事情都以理論來看待研究，在梅子醫專時教導梅子課業。
對於研究很有自己的一套想法，在人際關係上則不是很會應對。接受梅子的建議看了許多的小說與愛情電影。
畢業後於帝都大學醫學院附屬醫院第二內科工作，接受建造的建議轉職到青森，卻發現對方是為了要替院長女兒尋找女婿，慎重拒絕後回到東京。
同時間和梅子在醫院共事，兩人日久生情，進而開始交往。梅子開業前給予很多幫助，之後認為梅子與自己的行醫理論不同，而決定分手。之後到美國研究癌症。
3年後回國，回到帝都附屬醫院任職。1961年升任助理教授。
- 伊東正彦（いとう まさひこ）： 野崎謙 （台灣配音：何志威）

中央醫科大學學生。學生時代與松岡及友人田口（橋爪遼飾演）、佐佐木（山田悠介飾演）到城南女子醫專，與梅子討論舞台劇演出的細節。畢業後結婚，在中央醫大任職。與妻子離婚後，轉任帝都大學醫學院附屬醫院醫師。

### 帝都大學醫學院附屬醫院
- 山田教授：奥田達士（香港配音：何偉誠）（台灣配音：何志威）

耳鼻喉科指導醫師。
- 金子講師：濱田學（香港配音：張振熙）（台灣配音：蔣鐵城）

外科指導醫師。
- 狹山助理教授：石井正則（香港配音：袁德基）（台灣配音：蔣鐵城）

第二内科指導醫師。
- 岡部技師：品川徹（香港配音：楊耀泰）（台灣配音：官志宏）

檢査技師。
- 面試官：大林丈史（台灣配音：蔣鐵城）
- 護理長：山崎千恵子（香港配音：梁瑞芬）（台灣配音：馮艾玫）

耳鼻喉科的護理長。
- 山下幸枝：川俣忍（台灣配音：馮艾玫）

第二内科的護理長。
- 三枝教授：陰山泰（台灣配音：官志宏）

第一内科教授。
- 重岡助教授：池田成志（台灣配音：何志威）

第一内科助理教授。梅子的指導教授。
- 津田：涉江讓二（台灣配音：蔣鐵城）

第一内科醫師。梅子的醫局同事。

### 帝都大學醫學院附屬醫院的病患及家屬
- 木下早苗：竹富聖花（台灣配音：石采薇）

間質性肺炎患者。
- 木下民江：那須佐代子（台灣配音：陶敏嫻）

早苗的母親。
- 篠田：正名僕蔵（香港配音：陳漢祺）（台灣配音：何志威）

想知道自己是否得了不治之症的患者。與妻子（正木佐和飾演）相會後決心接受治療，順利康復出院。
- 片岡弓子：馬渕英里何（台灣配音：陶敏嫻）

對松崗醫師有好感。入院檢查時發現自己得了腫瘤。失戀後決定重新振作，尋找自己未來的路。
- 並木涼子：田崎絢香（台灣配音：陶敏嫻）

罹患肺炎的高中生。
- 並木榮子：奥田由美（台灣配音：石采薇）

涼子的母親。
- 早野新造：津嘉山正種（台灣配音：官志宏）

癌症末期患者。
- 早野妙子：丘光子（台灣配音：馮艾玫）

新造的妻子。
- 前田（早野）小夜子：伊藤久美子（台灣配音：石采薇）

早野的獨生女。與前田（敏洙飾演）結婚後，育有一子（多田星璃飾演）。

### 其他
- 立花陽造（たちばな  ようぞう）：鶴見辰吾（香港配音：譚漢華）（台灣配音：蔣鐵城）

建造的親弟弟，梅子的叔叔。兒時生活極為貧困，羨慕在下村家當養子的哥哥。從事黑市的貿易，在戰後賺取大量金錢。對梅子他們相當疼愛，竹夫離家出走後，芳子拜託陽造請他照顧竹夫。
- 吉岡智司（よしおか さとし）：成宮寬貴（香港配音：簡懷甄）（台灣配音：蔣鐵城）

下村建造醫生的得意門生，下村松子的未婚夫，唯一會鼓勵梅子，帶給她希望的人，因為梅子相較於優秀的兄姐而感到有點自卑。服從徵召到九州附近的擔任軍醫，在1945年8月10日的空襲中，為了照顧病患，堅守到最後而罹難。
- 真田伸吉（さなだ しんきち）：平岳大（香港配音：郭俊廷）（台灣配音：官志宏）

下村松子的上司。對工作粗枝大葉，但其實頭腦精明。
曾經參與戰爭，目睹同袍戰死，對於自己獨自生還感到相當痛苦，戰後歸鄉變得自暴自棄，沉溺於借錢賭博和酗酒。經常調戲松子，而遭松子冷淡以對，但也獲得松子的關愛，決定洗心革面努力工作。但未與松子心意相通，即調任到新潟擔任營業所長，與同事結婚，最後跳槽到岳父在東京的公司工作。
- 中島（矢吹）茜（矢吹あかね）：宇野實彩子（AAA）（香港配音：馮詠恩）（台灣配音：陶敏嫻）

原本是飲食店店員，之後成為歌廳歌手。竹夫的單戀對象。因为父親的欠債，與地方大戶中島（永倉大輔飾演）結婚，但實際上只是小妾，一直到中島的妻子去世後，才正式扶正為正室。7年後因自己的3歲兒子到坂田醫院看診，而與竹夫再度相遇。
- 三上康子（みかみ やすこ）：（台灣配音：石采薇）
- 三上和也（みかみ かずや）：瀧藤賢一（台灣配音：蔣鐵城）

康子的丈夫。餐廳的老闆。
- 三上千恵子（みかみ ちえこ）：宮武美櫻（幼年期：山口朋華、少女期：畠山紬）（台灣配音：陶敏嫻）

康子與和也的女兒。與光男有曖昧關係。
- 節子：中村友理（香港配音：石梓晴）（台灣配音：馮艾玫）

梅子在女子學校的老師，因為從前參加師範學校考試的時候，也被父親強烈反對，所以與梅子深有同感，支持她參加女子醫專的考試。梅子畢業那年結婚，辭掉了教師的工作。
- 中黑京子（なかぐろ きょうこ）：吉谷彩子
- 緒川珠江（おがわ たまえ）：藤本泉（日语：藤本泉 (タレント)）
- 小夜：土井玲奈

以上三人為梅子女子學校的同學。
- 兵工廠監督官：德井優（日语：徳井優）
- 扇田：大和田伸也（台灣配音：何志威）
- 柴田：田中要次（台灣配音：何志威）
- 久保田（くぼた）：KONTA（台灣配音：官志宏）
- 川本聰子：大谷英子

松崗的鄉親對象。
- 山口：塙宣之（搞笑二人組「KNIGHTS」）

町内會長。
- 中谷廣志：池松壯亮（年幼時：細田龍之介）（香港配音：童年：黎皓宜）

梅子在街上遇到的戰災孤兒。某一天夜裡突然發燒被梅子發現，就診後發現是吃了受汙染的包子而食物中毒，被建造治療而救回一命，自此梅子立志成為醫生。在他康復後，以替人擦鞋的方式賺取金錢謀生。其後與住在水戶的親戚一起生活。最初稱呼梅子為「小梅醫生」。
原本跟梅子一樣想當醫生，但考量自己可能不適合而決定放棄。大學畢業後在一間製藥公司任職。1959年與梅子再度相會。
少年時代的名字只以片假名「ヒロシ」表示。

## 特別篇登場人物
- 山川厚子：臼田麻美

「新日本畫報社」的新人記者。負責採訪安岡製造所，為了寫出完整的報導而多次拜訪信郎，之後和信郎兩人去看新幹線。
- 神田真澄：小林涼子

帝都大學附屬醫院的研究醫師。對研究熱情的性格和松岡極為相似，但過於注重研究而忽略臨床醫學，但看到山倉對待病人的方式後對山倉產生好感。
- 佐川：茂呂師岡

「新日本畫報社」的攝影師。

## 歌曲
主題曲
- SMAP《顛倒的天空》

## 製作人員
- 編劇：尾崎將也（日语：尾崎将也）
- 音樂：川井憲次
- 旁白：林家正藏
- 醫療顧問：松坂勲
- 時代考證：天野隆子
- 拍攝場地提供：一橋大學、茨城縣高萩市、千葉縣多古町、千葉縣市原市、東京都大田區、栃木縣影視協會
- 取材協助：東邦大學、東京女子醫科大學、蒲田醫師會
- 總製作人：岩谷可奈子
- 製作：三鬼一希
- 導演：木村隆文、勝田夏子、大原拓　等

## 播放日期

### 日本
| 週數                                                    | 播放日期               | 日文副標題 | 中文副標題             | 導演              | 週間最高收視率 |
| ------------------------------------------------------- | ---------------------- | ---------- | ---------------------- | ----------------- | -------------- |
| 01                                                      | 2012年4月2日－4月7日   |            | 新早晨到來             | 木村隆文          | 20.5%          |
| 02                                                      | 2012年4月9日－4月14日  |            | 閃耀的未來             | 木村隆文          | 20.9%          |
| 03                                                      | 2012年4月16日－4月21日 |            | 可以這樣做，不能這樣做 | 木村隆文          | 20.6%          |
| 04                                                      | 2012年4月23日－4月28日 |            | 希波克拉底的少女們     | 勝田夏子          | 21.0%          |
| 05                                                      | 2012年4月30日－5月5日  |            | 應該擁有的東西是朋友   | 勝田夏子          | 20.3%          |
| 06                                                      | 2012年5月7日－5月12日  |            | 接下來的步驟           | 大原拓            | 21.1%          |
| 07                                                      | 2012年5月14日－5月19日 |            | 來自愛的騷動           | 大原拓            | 21.4%          |
| 08                                                      | 2012年5月21日－5月26日 |            | 永不放棄的想法         | 木村隆文          | 22.1%          |
| 09                                                      | 2012年5月28日－6月2日  |            | 實習生很辛苦喔         | 木村隆文          | 21.2%          |
| 10                                                      | 2012年6月4日－6月9日   |            | 戀愛後的始末           | 勝田夏子          | 21.7%          |
| 11                                                      | 2012年6月11日－6月16日 |            | 交錯的心情             | 勝田夏子          | 22.8%          |
| 12                                                      | 2012年6月18日－6月23日 |            | 大告白                 | 大原拓            | 22.3%          |
| 13                                                      | 2012年6月25日－6月30日 |            | 醫生的意識             | 大原拓            | 22.3%          |
| 14                                                      | 2012年7月2日－7月7日   |            | 離巢的時候             | 木村隆文          | 22.0%          |
| 15                                                      | 2012年7月9日－7月14日  |            | 小謊言，大真實         | 木村隆文          | 22.0%          |
| 16                                                      | 2012年7月16日－7月21日 |            | 兩人的道路             | 西村武五郎        | 23.1%          |
| 17                                                      | 2012年7月23日－7月28日 |            | 在這裡                 | 西村武五郎        | 22.4%          |
| 18                                                      | 2012年7月30日－8月4日  |            | 重要的人               | 大原拓            | 23.3%          |
| 19                                                      | 2012年8月6日－8月11日  |            | 新家人                 | 大原拓            | 24.9%          |
| 20                                                      | 2012年8月13日－8月18日 |            | 父母心                 | 木村隆文          | 21.9%          |
| 21                                                      | 2012年8月20日－8月25日 |            | 魔法的言語             | 桑野智宏          | 22.2%          |
| 22                                                      | 2012年8月27日－9月1日  |            | 固執的一面             | 木村隆文 長谷知記 | 22.4%          |
| 23                                                      | 2012年9月3日－9月8日   |            | 大家的寶物             | 桑野智宏          | 22.1%          |
| 24                                                      | 2012年9月10日－9月15日 |            | 邁向明天的接力棒       | 大原拓 鈴木航     | 22.2%          |
| 25                                                      | 2012年9月17日－9月22日 |            | 重逢                   | 勝田夏子          | 21.8%          |
| 26                                                      | 2012年9月24日－9月29日 |            | 昂首向前走             | 木村隆文          | 21.4%          |
| 平均收視率20.7%（收視率由Video Research於關東地區調查） |                        |            |                        |                   |                |

### 香港
| 集數     | 播映日期                       | 電視直播收視 | 備註            |          |
| 1－6     |                                | 沒有資料     | 沒有資料        | 沒有資料 |
| 7－11    | 2021年5月24日－2021年5月28日   | 1.3點        | [ 4 ]           |          |
| 12－16   | 2021年5月31日－2021年6月4日    | 1.4點        | [ 5 ]           |          |
| 17－21   | 2021年6月7日－2021年6月11日    | 1.3點        | [ 6 ]           |          |
| 22－26   | 2021年6月14日－2021年6月18日   | 1.5點        | [ 7 ]           |          |
| 27－31   | 2021年6月21日－2021年6月25日   | 1.5點        | [ 8 ]           |          |
| 32－36   | 2021年6月28日－2021年7月2日    | 1.4點        | [ 9 ]           |          |
| 37－41   | 2021年7月5日－2021年7月9日     | 1.4點        | [ 10 ]          |          |
| 42－46   | 2021年7月12日－2021年7月16日   | 1.4點        | [ 11 ]          |          |
| 47－50   | 2021年7月19日－2021年7月22日   | 1.6點        | [ 12 ]          |          |
| 51－55   | 2021年8月9日－2021年8月13日    | 1.5點        | [ 13 ]          |          |
| 56－60   | 2021年8月16日－2021年8月20日   | 1.6點        | [ 14 ]          |          |
| 61       | 2021年8月23日                  | 1.4點        | [ 15 ]          |          |
| 62－64   | 2021年8月25日－2021年8月27日   | 1.4點        | [ 15 ]          |          |
| 65－69   | 2021年8月30日－2021年9月3日    | 1.6點        | [ 16 ]          |          |
| 70－74   | 2021年9月6日－2021年9月10日    | 1.5點        | [ 17 ]          |          |
| 75－76   | 2021年9月13日－2021年9月14日   | 沒有資料     | 沒有資料        |          |
| 77－78   | 2021年9月16日－2021年9月17日   | 沒有資料     | 沒有資料        |          |
| 79－83   | 2021年9月20日－2021年9月24日   | 1.6點        | [ 18 ]          |          |
| 84－87   | 2021年9月28日－2021年10月1日   | 1.6點        | [ 19 ]          |          |
| 88－92   | 2021年10月4日－2021年10月8日   | 1.5點        | [ 20 ]          |          |
| 93－97   | 2021年10月11日－2021年10月15日 | 1.7點        | 星期二收視2.3點 |          |
| 98－102  | 2021年10月18日－2021年10月22日 | 1.6點        | [ 22 ]          |          |
| 103－107 | 2021年10月25日－2021年10月29日 | 1.6點        | [ 23 ]          |          |
| 108－110 | 2021年11月1日－2021年11月3日   | 1.8點        | [ 24 ]          |          |

## 外部連結
- 緯來日本台官方網站（繁體中文）
- 大愛電視官方網站（繁體中文）

| 日本 NHK 晨間小說連續劇                 | 日本 NHK 晨間小說連續劇                  | 日本 NHK 晨間小說連續劇 |
| --------------------------------------- | ---------------------------------------- | ----------------------- |
|                                         | 小梅醫生 （2012年4月2日－2012年9月29日） |                         |
| 康乃馨 （2011年10月3日－2012年3月31日） | 純與愛 （2012年10月1日－2013年3月30日）  |                         |

| 臺灣 緯來日本台 每週一至週五 20:00 - 22:00 · （20-21點一天重播前一次的集數，21-22點一天一次播最新一集） | 臺灣 緯來日本台 每週一至週五 20:00 - 22:00 · （20-21點一天重播前一次的集數，21-22點一天一次播最新一集） | 臺灣 緯來日本台 每週一至週五 20:00 - 22:00 · （20-21點一天重播前一次的集數，21-22點一天一次播最新一集） |
| --- | --- | --- |
| | 小梅醫生 （2013年5月1日－2013年7月11日）                                                                | |
| 鬼太郎之妻 （2013年3月25日－2013年4月30日）                                                             | 我姊是惡魔 （2013年7月12日－2013年7月18日）                                                             | |

| 马来西亚 Astro全佳HD 每週六至週日 20:00 - 20:30 | 马来西亚 Astro全佳HD 每週六至週日 20:00 - 20:30 | 马来西亚 Astro全佳HD 每週六至週日 20:00 - 20:30 |
| ----------------------------------------------- | ----------------------------------------------- | ----------------------------------------------- |
|                                                 | 小梅醫生 （2013年7月15日－2013年10月30日）      |                                                 |
| 糸子的洋裝店 （2013年4月1日－2013年7月12日）    | 太陽公公 （2013年10月31日－2014年2月28日）      |                                                 |

| 马来西亚 Astro双星 每週六 17:30 - 19:30（連播四集） | 马来西亚 Astro双星 每週六 17:30 - 19:30（連播四集） | 马来西亚 Astro双星 每週六 17:30 - 19:30（連播四集） |
| --------------------------------------------------- | --------------------------------------------------- | --------------------------------------------------- |
|                                                     | 小梅醫生 （2014年5月17日－2014年9月27日）           |                                                     |
| 糸子的洋裝店 （2013年12月28日－2014年5月10日）      | 太陽公公 （2014年9月27日－2015年2月7日）            |                                                     |

| 臺灣 東森戲劇台 每週一至週五 18:00 - 20:00（兩集連播） | 臺灣 東森戲劇台 每週一至週五 18:00 - 20:00（兩集連播） | 臺灣 東森戲劇台 每週一至週五 18:00 - 20:00（兩集連播） |
| ------------------------------------------------------ | ------------------------------------------------------ | ------------------------------------------------------ |
|                                                        | 小梅醫生 （2017年9月21日－2017年10月25日）             |                                                        |
| 第二次20歲（重播） （2017年9月6日－2017年9月20日）     | 幸福鐵板燒 （2017年10月26日－2017年11月24日）          |                                                        |

| 香港 香港開電視 星期一至五 20:00 - 20:25 | 香港 香港開電視 星期一至五 20:00 - 20:25      | 香港 香港開電視 星期一至五 20:00 - 20:25 |
| ---------------------------------------- | --------------------------------------------- | ---------------------------------------- |
|                                          | 小梅醫生 （2021年5月14日－2021年11月3日）     |                                          |
| 夏空 （2020年12月7日－2021年5月13日）    | 信樂的喜美子 （2021年11月4日－2022年3月31日） |                                          |

| 香港 綜合娛樂台 星期一至五 15:00－15:55，逢星期二至六11:00-11:55重播（每次播映兩集） · （其他重播時段請參閱這裡） | 香港 綜合娛樂台 星期一至五 15:00－15:55，逢星期二至六11:00-11:55重播（每次播映兩集） · （其他重播時段請參閱這裡） | 香港 綜合娛樂台 星期一至五 15:00－15:55，逢星期二至六11:00-11:55重播（每次播映兩集） · （其他重播時段請參閱這裡） |
| --- | --- | --- |
| | 小梅醫生 （2022年5月6日－2022年7月21日）                                                                          | |
| 夏空 （2022年2月17日－2022年5月5日）                                                                              | 信樂的喜美子 （2022年7月22日－2022年10月4日）                                                                     | |

| 臺灣 大愛電視 星期一至五 02:30 - 03:00   | 臺灣 大愛電視 星期一至五 02:30 - 03:00    | 臺灣 大愛電視 星期一至五 02:30 - 03:00 |
| ---------------------------------------- | ----------------------------------------- | -------------------------------------- |
|                                          | 小梅醫師 （2022年8月5日－2022年11月23日） |                                        |
| 童裝小姐 （2022年4月21日－2022年8月4日） | 半邊藍天 （2022年11月23日－）             |                                        |

| 香港 HOY TV 星期一至五 10:35 - 11:00 | 香港 HOY TV 星期一至五 10:35 - 11:00       | 香港 HOY TV 星期一至五 10:35 - 11:00 |
| ------------------------------------ | ------------------------------------------ | ------------------------------------ |
|                                      | 小梅醫生 （2022年11月21日－2023年4月21日） |                                      |
| 窩輪攻略（10:30-11:00）              | —                                          |                                      |